# بريت وليامز (لاعب كرة قدم كندية)
بريت وليامز (بالإنجليزية: Brett Williams)‏ هو لاعب كرة قدم كندية أمريكي، ولد في 23 مايو 1958 في نورفولك في الولايات المتحدة.